# Harald Seiler
Harald Seiler (* 16. Juli 1910 in Bielefeld; † 19. Februar 1976 in Palma) war ein deutscher Kunsthistoriker und Museumsleiter.

## Leben
Harald Seiler studierte Kunstgeschichte, Germanistik und Geschichte in Leipzig, München, Wien und Münster. Im Jahr 1937 wurde er an der Universität Münster mit der Arbeit Die Anfänge der Kunstpflege in Westfalen promoviert.
Im selben Jahr wurde Seiler zunächst Volontär und später wissenschaftlicher Assistent am Landesmuseum für Kunst und Kulturgeschichte in Münster, unterbrochen durch den Kriegsdienst von 1941 bis 1945. 1952 übernahm er die Leitung des Städtischen Museums in Wuppertal.
Von 1962 bis zu seiner Pensionierung im August 1975 war Harald Seiler Direktor des Niedersächsischen Landesmuseums in Hannover. Unter seiner Leitung wurde die von Ferdinand Stuttmann begonnene Abteilung für moderne Kunst ausgebaut. So wurden beispielsweise Arbeiten von Pablo Picasso und Kurt Schwitters angekauft, die Max-Beckmann-Sammlung ausgebaut, eine Skulpturen-Halle eingerichtet und – auf Initiative von Lydia Dorner, der Witwe Alexander Dorners – das von El Lissitzky entworfene und von den Nationalsozialisten zerstörte Kabinett der Abstrakten  rekonstruiert.
Harald Seiler initiierte der Reihe Niederdeutsche Beiträge zur Kunstgeschichte, die er auch herausgab, und veröffentlichte insbesondere zu Kunst und Künstlern des 20. Jahrhunderts, etwa zu Paula Modersohn-Becker, Franz Marc, Grethe Jürgens und Kurt Schwitters. Diese und ähnliche Künstler waren auch Thema seiner zahlreichen Vortragsveranstaltungen.
1972 wurde Seiler die Treue-Urkunde des Landes Niedersachsen verliehen.

## Grabmal
Das Grabmal von Harald Seiler findet sich auf dem Stadtfriedhof Engesohde in Hannover, Abteilung 18, Grabnummer 80.

## Schriften (Auswahl)
- Grethe Jürgens (= Niedersächsische Künstler der Gegenwart Bd. 14). Göttingen, Berlin, Frankfurt [Main], Zürich: Musterschmidt, 1976
- Théo Kerg, mit 4 signierten und nummerierten Grafiken, Schwarzenacker (Saar): Beck, 1972
- Adolph Menzel. Gemälde und Zeichnungen, Katalog zur Ausstellung im Alten Rathaus Erlangen vom 31. Okt. – 30. Nov. 1971, (Sammlung Georg Schäfer, Schweinfurt) Erlangen: Stadt Erlangen, 1971
- Niedersächsische Landesgalerie Hannover, hrsg. von Kunstfreunde Hannover e. V., Köln: DuMont-Schauberg, 1969
- (Hrsg.): 12 Bilder aus der Niedersächsischen Landesgalerie in Hannover, Hannover: Niedersächsische Landesgalerie [1966]
- Das Von der Heydt-Museum der Stadt Wuppertal, hrsg. von der Stadt Wuppertal, 1964
- Kurt Schwippert (= Monographien zur rheinisch-westfälischen Kunst der Gegenwart Bd. 26). Recklinghausen: Bongers, 1964
- mit Martin Gosebruch, Klaus Lazarowicz:  Zugang zu Ernst Barlach. Einführung in sein künstlerisches und dichterisches Schaffen, Evangelisches Forum, Heft 1, Göttingen: Vandenhoeck & Ruprecht, 1961
- Neue deutsche Kunst: Aquarelle, Gouachen, Zeichnungen, Ausstellungskatalog zur Ausstellung in Bagdad. Deutscher Kunstrat, Köln 1958
- Jean-Paul Riopelle 1947–1957 / Gemälde, Gouache, Aquarell / Französische Aquarelle, Katalog zur Ausstellung vom 16. Februar bis 16. März 1958 im Städtischen Museum Wuppertal, Wuppertal: Kunst- u. Museumsverein, 1958
- Paula Modersohn-Becker, München: Bruckmann, 1959
- Franz Marc, München: Bruckmann, 1956
- Wilhelm Morgner (= Monographien zur rheinisch-westfälischen Kunst der Gegenwart Bd. 3). Köln: Seemann, 1956 (Neuausgabe 1958)
- (Hrsg.): Jankel Adler 1895–1949. Ausstellung Juni 1955, Ausstellungskatalog, Kunst- und Museumsverein Wuppertal, Wuppertal: Städtisches Museum, 1955
- Westfälische Kunst Ausstellung, Ausstellungskatalog, Landesmuseum für Kunst und Kulturgeschichte und Westfälischer Kunstverein,  1952
- mit Paul Pieper: Christian Rohlfs. 1849, Ausstellungskatalog, Gedächtnis-Ausstellung 24. Juli bis 28. August 1949, Münster: Landesmuseum für Kunst und Kulturgeschichte, 1949
- Münster, die alte Stadt, Münster: Aschendorff, 1948. 8. Auflage 1986
- Die Anfänge der Kunstpflege in Westfalen (Beitrag zur Wesensforschung der Biedermeier) (= Westfalen, Sonderheft 4). Münster: Universitäts Buchhandlung Coppenrath, 1937 (Dissertation)